# Головна в'язь

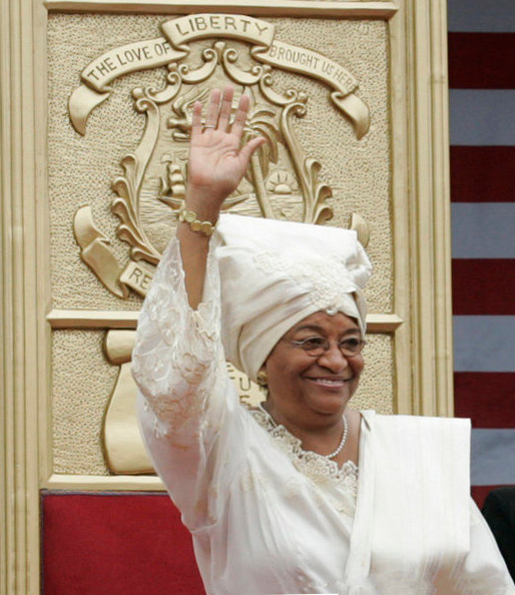
Вишукана в'язь, яку носить Елен Джонсон-Серліф, президент Ліберії

Головна в'язь, також відома як пов'язка на голову, — це жіноча тканинна хустка, яку зазвичай носять у багатьох частинах Західної та Південної Африки. Головна в'язь використовується як декоративний головний убір або модний аксесуар або для функціональності в різних ситуаціях. Її використання або значення може відрізнятися залежно від країни та/або релігії тих, хто її носить.[джерело?] Серед єврейських жінок біблійне джерело для покриття волосся походить із Тори в книзі Бамідбара Парша Нассо, де міститься джерело про обов'язок одруженої жінки покривати волосся. Іша сотах — це жінка, чоловік якої підозрює її в аморальних вчинках. Тора наказує Кохейну вжити різноманітних заходів, щоб продемонструвати, що сотах відхилилася від скромного та відданого шляху більшості заміжніх єврейських жінок (Раші 5:15-27). Серед процедур пасук чітко вказує: «ufora es rosh haisha…» і він має відкрити волосся на голові жінки (5:18). Можна лише розкрити те, що було раніше висвітлено; у цьому випадку Тора має на увазі волосся одруженої жінки. Серед християнських жінок у деяких частинах світу, наприклад в Африці та Карибському басейні, в'язь носять як головний убір згідно з [[|1 Corinthians]] 11:4-13NRSV.
Існують різні традиційні назви головної в'язі у різних країнах, зокрема: мусор (Сенегал), ґеле (Нігерія), дуку (Малаві, Гана), дхуку (Зімбабве), тукві (Ботсвана), док (Південна Африка, Намібія) і тіньйон (Сполучені Штати) Єврейські жінки називають свої головні хустки тичелем або мітпачат.

## Західна Африка
У Нігерії ґеле — це нігерійський йоруба стиль головних уборів, які є складними. Хоча ґеле можна носити для повсякденних справ, більш складні церемоніальні носять на весіллях, особливих подіях, церкві та інших релігійних заходах. Вони є унікальними для культури йоруба. Існують різні типи ґеле, деякі більш розкльошені, а інші схожі на віяло. Ґеле пов'язують навколо голови з різних тканин. Зазвичай вони виготовляються з матеріалу, міцнішого за звичайну тканину. Asooke, Damask, Sego, Brocade, Jawu, Seghosen — це матеріали, які зазвичай використовуються для ґеле, хоча можна використовувати Adire.
Останнім доступним винаходом є варіант Autogele, який виготовляється заздалегідь і носиться як капелюх. При носінні, особливо на складних подіях, ґеле зазвичай покриває все волосся жінки, а також її вуха. Відкрито лише її обличчя та сережки в нижній частині мочок вух. Ґеле супроводжується традиційним місцевим одягом, який може мати або не мати той самий візерунок, що й сам головний убір.

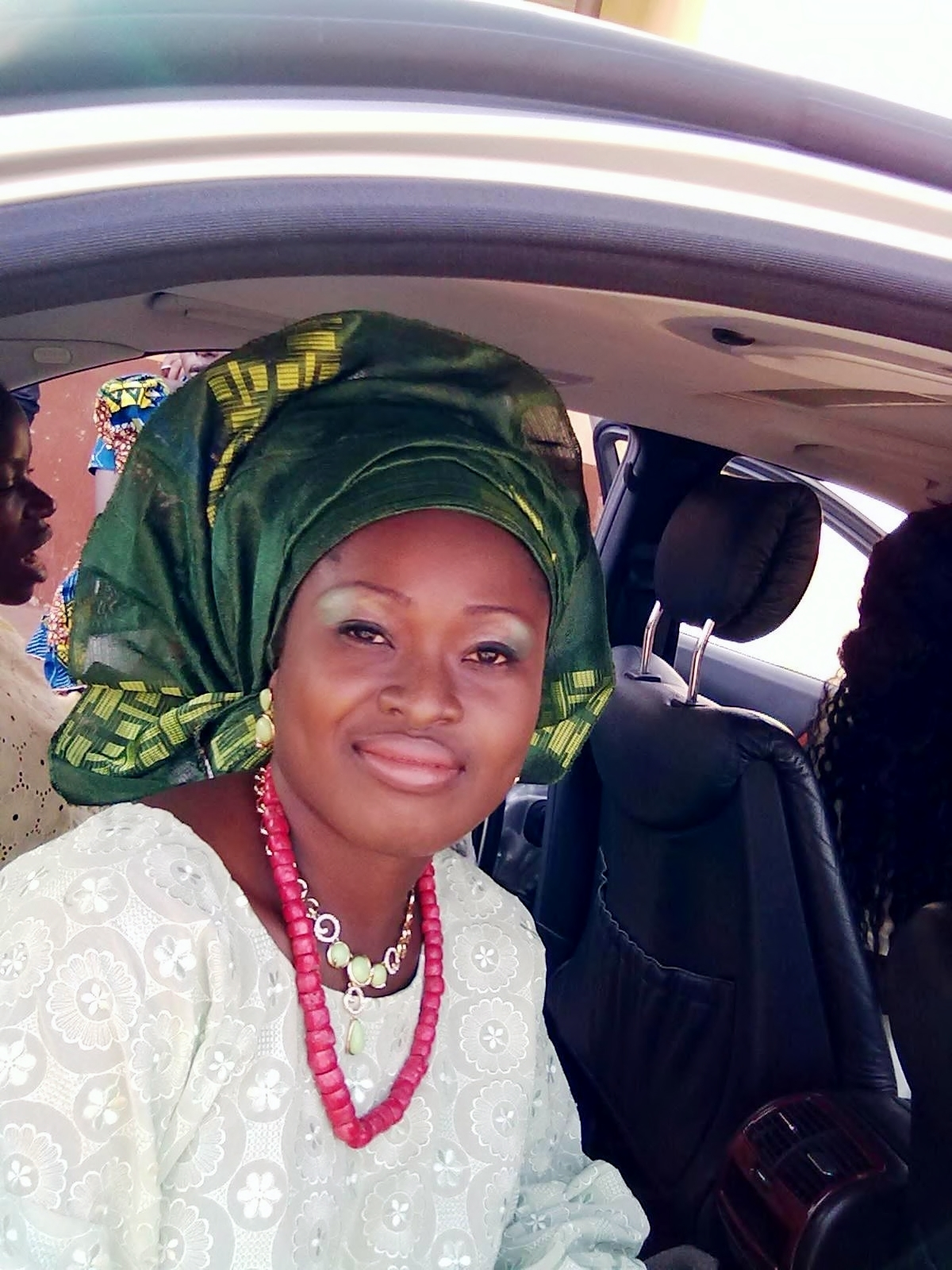
Жінка йоруба в ґеле

У Гані можливість носити дуку зазвичай припадає на релігійний день у п'ятницю, суботу чи неділю. Це залежить від того, чи є власниці мусульманками, адвентистками сьомого дня чи християнками, які відвідують неділю.
Сенегальські жінки прикривали волосся та вуха під час повсякденних справ чи особливих подій, таких як хрещення чи весільні церемонії, або під час молитов, кольоровими головними уборами під назвою мусор. Головні в'язі виготовлялися з різних тканин з різними візерунками і могли бути стилізовані різними способами від найпростіших до найскладніших.

## Південна Африка
У Південній Африці та Намібії слово африкаанс doek (що означає «тканина») використовується для традиційного головного убору, який використовується серед більшості літніх місцевих жінок у сільській місцевості. Малавійські головні в'язі зазвичай маленькі та консервативні порівняно з нігерійським стилем. Жінки носять дуку на особливих подіях, таких як похорони. Міські жінки з заплетеним волоссям також носять дуку, коли відвідують сільські райони, з культурної поваги. Крім того, жінки можуть носити дуку під час сну, щоб захистити волосся.
Під час церковних служб у Південній Африці жінки можуть носити білий «дукус», щоб покрити голову. У Міжнародних п'ятдесятницьких церквах у Південній Африці заміжні жінки носять білий «дукус».[джерело?]
Жінки сошангане в Зімбабве та Південній Африці носять «дукус» як модний аксесуар. На інших світських зборах у Зімбабве жінки можуть носити дхуку.
За словами професора Хлоніфи Мокоени з Інституту соціальних та економічних досліджень Вітватерсранда, історично док або хустку нав'язували темношкірим жінкам у багатьох колоніях конвенцією чи законом як спосіб контролювати чуттєвість та екзотику, які «бентежили» білих чоловіків. У 2016 році відродилося носіння доків через рух #FeesMustFall серед студенток у Південній Африці.